# Ixonanthaceae

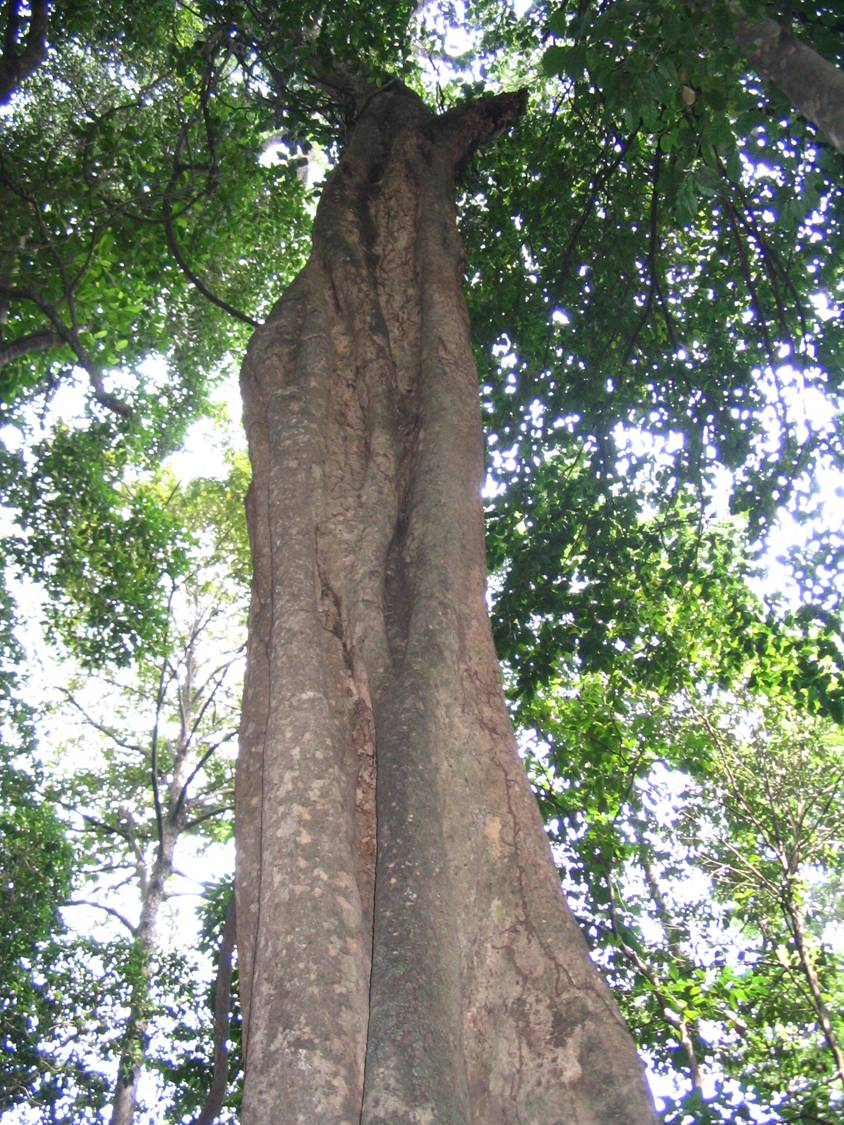
Ixonanthes reticulata

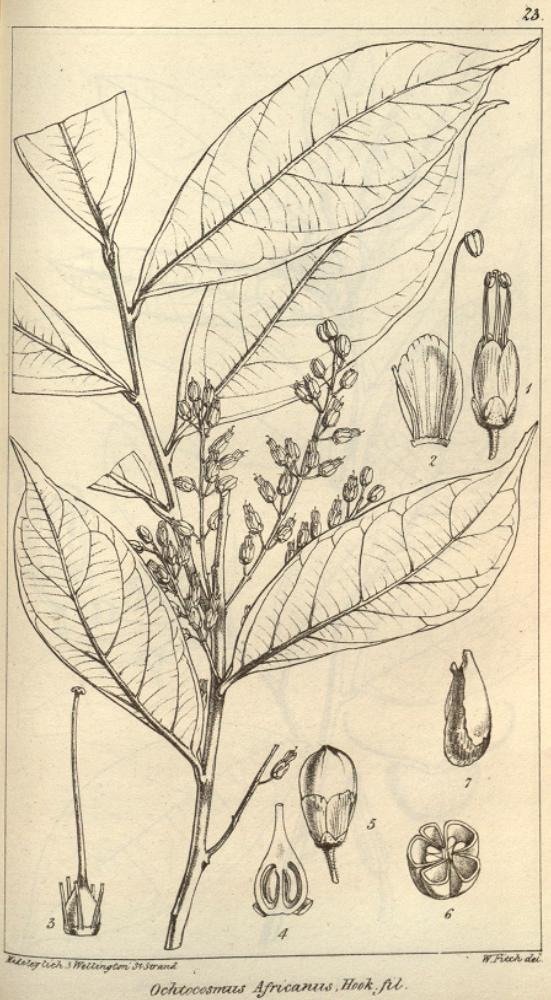
Phyllocosmus africanus

Ixonanthaceae je čeleď vyšších dvouděložných rostlin z řádu malpígiotvaré (Malpighiales).

## Popis
Zástupci čeledi Ixonanthaceae jsou keře a stromy se střídavými jednoduchými listy s drobnými palisty nebo bez palistů. Listy jsou celokrajné nebo zubaté. Květy jsou drobné, oboupohlavné, téměř nebo zcela pravidelné, v úžlabních nebo vrcholových květenstvích. Kalich je tvořen 5 volnými nebo na bázi srostlými lístky. Koruna je složena z 5 volných a za plodu vytrvávajících korunních lístků. Tyčinek je 5 až 20. Semeník je srostlý z 5 (výjimečně méně) plodolistů, rozdělený nepravými přehrádkami podobně jako u čeledi lnovité (Linaceae).
Čnělka je jedna. V každém plodolistu je 1 nebo 2 vajíčka. Plodem je tobolka. Semena jsou okřídlená nebo s míškem.

## Rozšíření
Čeleď zahrnuje asi 20 druhů ve 4 rodech a je rozšířena v tropech celého světa. Její zástupci rostou v tropickém deštném lese, na savanách i v keřovité vegetaci, většinou do nadmořské výšky 1200m.

## Ekologické interakce
Semena s míškem jsou šířena ptáky, okřídlená semena větrem.

## Taxonomie
Rody čeledi Ixonanthaceae byly tradičně řazeny do čeledi lnovité (Linaceae). Od této a blízce příbuzných čeledí
se odlišuje střechovitě uspořádanými korunními lístky za plodu vytrvávajícími, nepřítomností sekrečních kanálků a intrastaminálním diskem.
Příbuzenské vztahy v rámci řádu Malpighiales jsou dosud nejasné. V systému APG IV z roku 2016 byl z čeledi Ixonanthaceae vyjmut rod Allantospermum a přeřazen do čeledi Irvingiaceae.

## Význam
Kůra Ixonanthes icosandra je v Malajsii používána na vydělávání rybářských sítí.

## Seznam rodů
Cyrillopsis, Ixonanthes, Ochthocosmus, Phyllocosmus